# Elektronentransfer
Unter einem Elektronentransfer versteht man die Übertragung eines Elektrons zwischen zwei räumlich getrennten Zentren aufgrund quantenmechanischer Übergänge. Hierbei handelt es sich um einen zentralen Prozess der Energieübertragung auf mikroskopischer Skala, der relevant ist für die Chemie (Bindung und Anregung in molekularen Systemen), darauf aufbauend für die Biologie sowie für die Physik und darauf aufbauend in technologisch relevanten Prozessen der Materialwissenschaften (z. B. Halbleiterindustrie). Je nach Fachrichtung sind mit dem Begriff Elektronentransfer weitere Aspekte verwandt.
In der Chemie spricht man von Elektronentransferreaktion (auch Elektronenübergangsreaktion) als Reaktion auf den Elektronentransfer, also eher den makroskopisch fassbaren Anfangs- und Endzustand (und schließt so beispielsweise jegliche Annäherung, z. B. Diffusion, der Zentren mit ein).
In der Biologie hat das Zusammenspiel von Elektronentransfer und der heterogenen molekularen Umgebung Bedeutung für die komplexen Prozesse in biologischen Abläufen und wird dort als die Elektronentransportkette zusammengefasst.
Auch in elektronischen Bauelementen spielt der quantenmechanische Elektronentransfer auf mikroskopischer Skala eine zentrale Rolle. Jedoch spielen spezifische quantenmechanische Effekte aufgrund der Größe von Bauelementen und der Anzahl involvierter Elektronen und Atomen i. Allg. keine Rolle und man spricht von Elektronentransport bzw. vom makroskopisch messbaren Strom. Sobald aber eine Grenzfläche involviert ist, treten mikroskopische Prozesse auf, die durch die Festkörperphysik beschrieben werden und z. B. in der Halbleitertechnik oder Photovoltaik bedeutend sind.

## Klassifikationen (Chemie)
Man unterscheidet den homogenen vom heterogenen Elektronentransfer. Ersterer identifiziert den Austausch innerhalb zweier chemischer Spezies (beispielsweise zweier Moleküle). Beim heterogenen Elektronentransfer wird das Elektron zwischen einer Elektrode und einer chemischen Spezies ausgetauscht. Der Elektronendonator (kurz Donor) gibt hierbei ein Elektron an den so genannten Akzeptor ab.
Befinden sich Donor und Akzeptor innerhalb einer chemischen Spezies, so spricht man von einem intramolekularen Elektronentransfer. Wird jedoch ein Elektron zwischen zwei Spezies ausgetauscht, so nennt man diese Form den intermolekularen Elektronentransfer.
Stellt der Elektronentransfer den chemischen Mechanismus, so ist das Redoxverhalten der Spezies Konsequenz desselben. Der Elektronendonor wird im Moment des Elektronentransfers oxidiert (erhöht also seine Oxidationszahl), während der Akzeptor reduziert wird (also seine Oxidationszahl verringert).

## Physikalische Chemie des Elektronentransfers
Kinetische Theorien, wie beispielsweise die Marcus-Theorie, versuchen die Geschwindigkeit von Elektronentransferreaktionen als Konsequenz thermodynamischer Zustandsfunktionen zu verstehen. Quantitative Prognosen sind mittels der heute bekannten Modelle nur in seltenen Fällen möglich. Erschwert wird die Beschreibung durch die enorme Anzahl schlecht messbarer Größen einerseits und die Komplexität des äußerlich einfach erscheinenden Mechanismus andererseits. Modernere Modelle versuchen eine konsequente Einbindung des Diffusionsprozesses in Theorien des Elementarprozesses. Von Bedeutung sind hier die Kramer-Theorien und Encounter-Theorien.
Experimentelle Methoden zur Untersuchung des Elektronentransfers sind vor allem Magnetresonanz-Methoden (z. B. Elektronenspinresonanz), Relaxationsmethoden (z. B. Laserspektroskopie) und auch elektrochemische Verfahren (oft in Kombination mit den anderen erwähnten Verfahren).